# Seekatze
Die Seekatze (Chimaera monstrosa) ist eine Art aus der Familie der Kurznasen-Seekatzen (Chimaeridae) innerhalb der Knorpelfische. Sie wurde erstmals 1758 durch den schwedischen Naturforscher Carl von Linné beschrieben. Ihr wissenschaftlicher Name leitet sich von der Chimaira aus der griechischen Mythologie ab, einem Wesen, das aus verschiedenen Körperteilen von Löwe, Ziege und Schlange zusammengesetzt ist. Die Augen, die an eine Katze erinnern, die nagetierartigen Zähne und der lange drachenähnliche Schwanz regten Linné zu dieser Benennung an. 

## Merkmale
Die Seekatze wird maximal, einschließlich des meist unvollständigen Schwanzfadens, 1,5 Meter lang und erreicht ein Maximalgewicht von 2,5 kg. Ein der Rückenflosse vorausgehender Stachel ist scharf und leicht giftig. Er kann schmerzhafte Wunden verursachen. Am Vorderkopf der Männchen befindet sich ein Stirnfortsatz, der vermutlich dazu dient, das Weibchen bei der Paarung festzuhalten.

## Verbreitung
Die Seekatze kommt im nordöstlichen Atlantik, von Norwegen und Island bis Marokko, den Azoren und Madeira vor. Auch im Skagerrak, Kattegat und im Mittelmeer ist sie anzutreffen, dort ist sie jedoch im östlichen Teil selten. Meldungen über Vorkommen an der Küste Südafrikas und bei Japan sind fragwürdig.

## Lebensweise
Seekatzen leben meist in kleinen Gruppen in Tiefen von 40 bis 1000 Meter, meist zwischen 300 und 500 Metern über den oberen Bereichen der Kontinentalhänge. Populationen im Süden halten sich vor allem in tieferem Wasser auf, die im Norden wandern im Sommer in Tiefen von 40 bis 100 Metern hinauf. Sie ernähren sich vor allem von bodenbewohnenden wirbellosen Tieren, wie Krebstieren, Weichtieren sowie Stachelhäutern und kleinen Fischen. Seekatzen legen spindelförmige Eikapseln, die 16 bis 18 Zentimeter lang und 3 Zentimeter breit sind. Am spitzen Ende der Eikapsel befindet sich ein drei bis vier Zentimeter langer Faden, der der Verankerung am Boden dient. Die Jungen sind beim Schlupf zehn bis elf Zentimeter lang und gleichen schon den ausgewachsenen Tieren.